# Czarnodudek większy
Czarnodudek większy (Rhinopomastus cyanomelas) – gatunek średniej wielkości ptaka z rodziny sierpodudków (Phoeniculidae). Występuje we wschodniej i południowej Afryce, bez najbardziej południowej części kontynentu. Jest osiadły. Nie jest narażony na wyginięcie.

## Systematyka
Gatunek ten po raz pierwszy zgodnie z zasadami nazewnictwa binominalnego opisał w 1819 roku Louis Pierre Vieillot. Autor nadał gatunkowi nazwę Falcinellus cyanomelas, a jako miejsce typowe wskazał Namaqualand. Obecnie gatunek umieszczany jest w rodzaju Rhinopomastus. Wyróżnia się dwa podgatunki:
- R. c. schalowi Neumann, 1900
- R. c. cyanomelas (Vieillot, 1819)

## Morfologia
WyglądNiewyraźny dymorfizm płciowy. Upierzenie czarne, choć jeden z podgatunków ma białe plamy na skrzydłach. Błyszczy się na niebiesko i fioletowo, głowa lekko brązowa. Długi ogon i cienki, zagięty dziób. Samice i młode słabo się błyszczą.
Wymiary
- długość ciała: 26–30 cm[2]
- masa ciała: 24–38,8 g[2]

## Zasięg występowania
Czarnodudek większy zamieszkuje w zależności od podgatunku:
- R. c. schalowi – południowa Somalia po Zambię, wschodnie RPA i Mozambik
- R. c. cyanomelas – południowo-zachodnia Angola, Namibia, Botswana i północno-centralne RPA

## Ekologia i zachowanie
BiotopTropikalne i subtropikalne zadrzewienia, szczególnie lubi rośliny z rodzaju Brachystegia oraz Colosphermum mopane; unika zwartych lasów; występuje także w ciernistych zakrzewieniach i na sawannie.
PożywienieZjada bezkręgowce, w tym mrówki, błonkoskrzydłe, muchówki, modliszki, chrząszcze, larwy; do tego nektar. Pokarmu szuka biegając w górę i w dół po pniach i gałęziach drzew.
LęgiGniazdo jest umieszczone w dziupli; może to być również dziupla używana wcześniej przez dzięcioła lub wąsala. Może używać jej przez kilka sezonów. Samica składa 2–4 jaja. Inkubacja trwa 13–14 dni, wysiaduje tylko samica. Młode są w pełni opierzone i zdolne do lotu po 21–24 dniach.

## Status
Międzynarodowa Unia Ochrony Przyrody (IUCN) uznaje czarnodudka większego za gatunek najmniejszej troski (LC – Least Concern). Liczebność populacji nie została oszacowana, ale ptak ten opisywany jest jako szeroko rozprzestrzeniony, a na niektórych obszarach lokalnie pospolity. Trend liczebności populacji uznawany jest za spadkowy ze względu na niszczenie dużych drzew, które zapewniają temu ptakowi miejsce do gniazdowania, żerowania i odpoczynku.